# The Mothers of Invention
The Mothers of Invention (tidligere The Mothers) var Frank Zappas backing-band, der ved udgivelsen af den første LP "Freak Out!" i 1965 bestod af Frank Zappa (guitar, vokal), Roy Estrada (bas), Ray Collins (vokal), Elliot Ingber (guitar), Don Preston (keyboard) og Jimmy Carl Black (trommer).
Frank Zappa blev i 1964 medlem af et lokalt R&B-band ved navn The Soul Giants. Kort efter overtog han lederskabet med bandet, og bandet blev omdøbt til "The Mothers". The Mothers fik sin første pladekontrakt med Verve, og pladeselskabet frygtede at bandnavnet kunne opfattes som en sjofelhed og forlangte navnet ændret.
Debutalbummet Freak Out! (1966) indeholdt en blanding af Rhythm 'n' Blues og en eksperimenterende lydkollage. Albummet var kun den anden dobbelt-LP med rockmusik, og albummet etablerede Frank Zappa som en stor, ny sanger indenfor rockmusikken.
Albummet blev fulgt af Absolutely Free (1967), hvor flere af teksterne omhandlede hykleriet og konformismen i det amerikanske samfund. Efterfølgeren, We're Only In It For The Money (1968), betragtes som en skånselsløs satire over hippie- og flower-power-kulturen. Forsiden på albummet var en parodi på The Beatles' Sgt. Pepper's Lonely Hearts Club Band.

## Diskografi
| Studiealbums - Freak Out! (1966) - Absolutely Free (1967) - We're Only in It for the Money (1968) - Cruising with Ruben & the Jets (1968) - Uncle Meat (1969) - Burnt Weeny Sandwich (1970) - Weasels Ripped My Flesh (1970) - The Grand Wazoo (1972) - Over-Nite Sensation (1973) - One Size Fits All (1975) - Bongo Fury (1975) | Andre albums - Mothermania (1969) - The **** of the Mothers (1969) - Fillmore East – June 1971 (1971) - 200 Motels (1971) - Just Another Band from L.A. (1972) - Roxy & Elsewhere (1974) - Playground Psychotics (1992, recorded 1970–71) - Ahead of Their Time (1993, recorded 1968) - Carnegie Hall (2011, recorded 1971) |